# مصطفى بدر الدين
مصطفى بدر الدين أمين  ويعرف أيضًا إلياس فؤاد صعب وسامي عيسى (6 أبريل 1961 - 13 مايو 2016)، يُعتقد أنه كان الرجل الثاني في حزب الله وخليفة القائد العسكري للحزب عماد مغنية وصهره الذي اُغتيل عام 2008 في دمشق، فيما ذكرت تقارير إستخباراتية أنه جرى انتخاب طلال حمية خليفة له بعد ورود اسم بدر الدين في لائحة المتهمين باغتيال الحريري.
كان عضواً في مجلس شورى حزب الله واعتقل في الكويت عام 1983 بتهمة تفجير السفارة الأميركية في الكويت، وهو متهم باغتيال رفيق الحريري في شهر شباط 2005 وسياسيين لبنانيين آخرين وبرز إسمه كأحد المتهمين المحتملين من قبل المحكمة الخاصة للأمم المتحدة.

## الحياة الشخصية
ولد بدر الدين في 6 أبريل 1961 في بلدة غبيري، ووالداه هم أمين بدر الدين وفاطمة جزيني وهو صهر عماد مغنية  ، ارتبط اسمه ببناية خليل الراعي، الكائنة في شارع عبد الله الحاج في الغبيري بجنوب بيروت وببناية الجنان، الكائنة في شارع العضيمي، في حارة حريك ببيروت.

## نشاطه مع حزب الله
حتى عام 1982، كان بدر الدين وكذلك مغنية في صفوف قوات 17 وهي جزء من حركة فتح في بيروت. وفي وقت لاحق انضم إلى حزب الله. وهو عضو في مجلس الشورى لحزب الله، ورئيس وحدة العمليات في الخارج. كان يتولى بدر الدين - حتى مقتله - منصب قائد الذراع العسكري لحزب الله، ومستشار الأمين العام لحزب الله حسن نصر الله.

## أنشطة متهم بها

### تفجيرات الكويت 1983
دخل بدر الدين إلى الكويت في عام 1983 بجواز سفر لبناني تحت اسم إلياس صعب  ، وكان عضواً في حزب الدعوة  ، وكان قد اعتقل في الكويت مع 17 مشتبها بهم بعد شهر واحد من سبعة انفجارات في الكويت حدثت في يوم واحد في 13 كانون الأول 1983 
حُكم عليه بالإعدام بتهمة تدبير هجمات، ومنذ بتر ساقه تم تركيب ساق خشبية له في السجن. ومن أجل إجبار السلطات على إطلاق سراح بدر الدين وغيره قام أعضاء حزب الله برئاسة عماد مغنية بخطف أربعة مواطنين غربيين على الأقل في لبنان. وقام مغنية باختطاف طائرة تتبع الخطوط الجوية الكويتية للمطالبة بالإفراج عنه ومعتقلين آخرين. بدر الدين فر من السجن في عام 1990 أثناء غزو الكويت وفي وقت لاحق أعاده الحرس الثوري الإيراني إلى بيروت 

### إغتيال الحريري
أعلنت المحكمة الخاصة بلبنان في تقريرها المؤرخ في يونيو 2011 أن بدر الدين وثلاثة أشخاص غيره كانوا وراء اغتيال رئيس الوزراء اللبناني السابق رفيق الحريري. وكانت أسماء أربعة من المشتبه بهم المتهمين قد أعلن عنها رسميا في 29 يوليو 2011.
كان بدر الدين المتهم على وجه الخصوص بالتخطيط والإشراف على الاغتيال من قبل المحكمة. بالإضافة إلى ذلك، وصفته المحكمة الخاصة بلبنان باعتباره المخطط الرئيسي للعملية. وتستند الاتهامات له ولأفراد حزب الله الثلاثة الأخرى على أدلة تتعلق بالهاتف المحمول، ولكن حسن نصر الله هدد المحكمة عند إعلانها. ومنذ ذلك الحين، اختفى بدر الدين وآخرون.

## مقتله
قُتل في سوريا في 13 مايو 2016 وحسب بيانات لـحزب الله فإن الانفجار الذي استهدف أحد المراكز بالقرب من مطار دمشق الدولي ناجم عن قصف مدفعي قامت به جماعات وصفتها بالتكفيرية.، في حين نفى المرصد السوري لحقوق الإنسان إطلاق أي قذيفة صاروخية على مطار دمشق الدولي من طرف المعارضة واعتبر المرصد أن رواية الحزب عارية عن الصحة.

## ردود الفعل الدولية تجاه قتله
- حزب الله: أصدر الحزب بيانا، يعلن عن مقتله، مما جاء فيه أن بدر الدين «شارك في معظم عمليات المقاومة الإسلامية منذ 1982 ... وبعد حياة حافلة بالجهاد والأسر والجراح والإنجازات النوعية الكبيرة يختتم السيد ذو الفقار حياته بالشهادة، ويلتحق بقافلة الشهداء القادة (رضوان الله عليهم)».[30]
- سوريا: وقام سفير سوريا في لبنان علي عبد الكريم بتقديم التعازي والتبريكات عبر بيان نشرته وكالة الأنباء السورية الرسمية ذاكرة بأن تقديم «التعازي والتبريكات» ببدر الدين جاء بتوجيه من بشار الأسد واعتبر ما وصفه بـ«استشهاد» مصطفى بدر الدين، «إعلان نصر قريب».[31]
- إيران: عزى رئيس مجمع تشخيص مصلحة النظام في إيران آية الله أكبر هاشمي رفسنجاني بما وصفه استشهاد القائد العسكري لحزب الله لبنان مصطفى بدر الدين. وأعرب هاشمي رفسنجاني عن مواساته للشعب اللبناني وأتباع أهل البيت وحزب الله لا سيما السيد حسن نصر الله باستشهاد القائد في حزب الله لبنان مصطفى بدر الدين.[32] كذلك قدّم رئيس مجلس الشورى الاسلامي في إيران علي لاريجاني المواساة للأمين العام لحزب الله السيد حسن نصر الله والمجاهدين في الحزب بما سماه استشهاد القائد الجهادي مصطفى بدر الدين، ووصفه بأنه أمضى عمره في طريق النضال ضد الصهاينة وكان من أعمدة النضال ضد الصهيونية في الشرق الأوسط.[33]
- أنصار الله: أرسل قائد أنصار الله في اليمن السيد عبد الملك الحوثي، برقية تعزية للأمين العام لحزب الله حسن نصر الله، معزياً باستشهاد القائد مصطفى بدر الدين معربا عن: «أن هذه التضحيات العظام هي لائقة بعظمة الهدف المقدس والإيمان الراسخ واليقين الثابت والبصيرة النافذة والموقف الحق وفي سبيل الله سبحانه وتعالى.»[34]
- البحرين: قدّم ائتلاف شباب ثورة 14 فبراير عبر إرسال برقية، تعازيه إلى حزب الله اللبنانيّ وأمينه العام السيّد حسن نصر الله، وإلى الشعب اللبنانيّ قائلا: «إنّ القياديّ «ذو الفقار» طوى صفحةً مشرّفةً من صفحات الجهاد والمقاومة، بعد أن اتسمت حياته بالمحطّات البطوليّة والمواقف التضحويّة في سبيل رفعة راية النصر.»[35]